# 约瑟夫·阿什布鲁克
約瑟夫·阿什布魯克（英語：Joseph Ashbrook，1918年4月4日—1980年8月4日），生于美国宾夕法尼亚州的费城，美国天文学家。

## 生平
阿什布鲁克出生于美国宾夕法尼亚州的费城，1947年在哈佛大学获博士学位，1946年-1953年曾先后任教于耶鲁大学和哈佛大学。从1953年起开始为《天空与望远镜杂志》工作， 1954年到1980年间主要负责撰写“天文剪贴簿”栏目，1964年起任该杂志编辑
，直止去世。

## 研究
阿什布鲁克是率先研究作为确立银河系距离的工具——造父变星的研究者之一，为美国变星观测者协会资深会员。
他通过研究过去数世纪来的观察资料，测定了高精度的火星自转周期(精度达到千分之几秒)。
在1948年与他人共同发现了47p / 阿什布鲁克- 杰克逊彗星。

## 荣誉
- 美国天文学会和国际天文学联合会成员；
- 以他的名字命名了月球上的阿什布鲁克环形山；
- 以他的名字命名了小行星2157 阿什布鲁克[1]。

## 参引资料
1. 1 2 3  "Ashbrook, Joseph", by Leif L. Robinson, pp. 65-66 in The Biographical Dictionary of Astronomers, eds. Thomas Hockey et al., Springer: New York, 2007, ISBN 978-0-387-31022-0, doi:10.1007/978-0-387-30400-7.

### 讣告
- 美国变星观测者协会 9 (1980) 43
- 天空与望远镜杂志 60 (1980) 281